# Vangueria micropyren
Vangueria micropyren är en måreväxtart som först beskrevs av Bernard Verdcourt, och fick sitt nu gällande namn av Henrik Lantz. Vangueria micropyren ingår i släktet Vangueria och familjen måreväxter. Inga underarter finns listade i Catalogue of Life.